# Filibert
A Filibert germán eredetű férfinév, jelentése: nagyon+fényes, híres

## Gyakorisága
Az 1990-es években szórványos név, a 2000-es években nem szerepel a 100 leggyakoribb férfinév között.

## Névnapok
- augusztus 20.[2]